# Jean-Louis Murat
Jean-Louis Murat, geboren als Jean-Louis Bergheaud, (Chamalières, 28 januari 1952 – Orcival, 25 mei 2023) was een Franse zanger en songwriter. In zijn kinderjaren bracht hij veel tijd door met zijn grootouders in Murat-le-Quaire, vandaar zijn pseudoniem Murat.

## Biografie
Bergheaud werd geboren in Chamalières. Zijn vader was timmerman en amateurmuzikant. Na de scheiding van zijn ouders, bracht hij zijn hele jeugd door in de afgelegen boerderij van zijn grootouders in Murat-le-Quaire. Vanaf zijn vroege dagen, eenzaam en in zichzelf gekeerd, gaf Bergheaud blijk van zijn muzikale gave en instrumentaliteit, welke hem op 7-jarige leeftijd zou leiden naar de plaatselijke blazerssectie met zijn vader, daarna naar het conservatorium koperblazers, waar hij zijn zangtalent ook zou perfectioneren. Tegelijkertijd op 15-jarige leeftijd, liet zijn leraar Engels hem soul- en jazzmuziek ontdekken en hij ontmoette diverse blues-artiesten als John Lee Hooker, T-Bone Walker en Memphis Slim. Met dank aan zijn leraar Engels ging hij verder studeren tegen het advies van zijn vader in. Enthousiast over zowel dichtkunst als romantische en rebelse literatuur van anderen, zoals Oscar Wilde, André Gide, D.H. Lawrence en Vladimir Nabokov was hij de eerste van de familie die de Baccalauréat haalde. Hij trouwde op 17-jarige leeftijd en bezocht kort de universiteit van Clermont-Ferrand. Hij ging scheiden toen zijn zoon 19 jaar oud was en hield zich tijdens zijn reizen boven water met ongewone baantjes in Frankrijk en Europa in de stijl van Jack Kerouac. Hij bekleedde een aantal functies tussen Parijs en verschillende Franse toeristische plekken, hij was ski-instructeur in Avoriaz en strandwacht in Saint-Tropez. In 1977 ging hij op 23-jarige leeftijd uiteindelijk terug naar zijn dorp en wijdde hij zich weer aan de muziek.

## Carrière
Met enkele vrienden uit Clermont-Ferrand richtte hij de rockband Clara op, met hem als leadzanger en songwriter. Hij speelde ook saxofoon en gitaar in de band. William Sheller ontdekte hen en nodigde hen uit om een aantal openingsacts te doen en daarna gebruikte hij ze een poos als muzikanten. De band werd ontbonden en met dank aan William Sheller, nam Bergheaud in 1981 op 27-jarige leeftijd onder de naam Murat de single Suicidez-vous, le peuple est mort met drie songs op bij Pathé Marconi, met foto's van Jean-Baptiste Mondino op de cover van de platenhoes. De kritieken waren positief, maar de verkopen gingen niet goed. Het Franse radiostation Europe 1 wraakte de song, omdat een meisje had gedreigd om zelfmoord te plegen vanwege de song. Een gelijknamig minialbum volgde in 1982 met zes songs onder de naam Murat en van het album Passions Pivées (1984) werden slechts 2000 exemplaren verkocht. Na een tournee met Charlélie Couture beëindigde zijn label het contract. Hij was toen rond de dertig jaar.
In 1985 maakte Murat enkele opnamen bij CBS Records, maar geen enkele werd uitgebracht. Het daaropvolgende jaar kreeg hij de kans om op te nemen bij Virgin Records en in 1998 kwam de single Si je devais manquer de toi uit. Zijn succes werd bevestigd door de verkoop van zijn nieuwe album Cheyenne Autumn (1989). Dit werd opgenomen in Londen en bevatte andere singles die ook succesvol waren, zoals L'Ange Déchu en Te Garder Près de Moi. Zijn ontluikende bekendheid werd opgemerkt door de filmindustrie, zodat Murat in 1990 optrad als acteur in de film La vengeance d'une femme van Jacques Doillon met Isabelle Huppert en Béatrice Dalle. Maar hetgeen hem in de ogen van een breder publiek definitief bekendmaakte was de single Regrets (#3, top 50, 1991), een duet met Mylène Farmer, waarvan meer dan 300.000 exemplaren werden verkocht. Tegelijkertijd kwam zijn nieuwe studioalbum Le Manteau de Pluie uit. Zijn nummers Col de la Croix-Morand en Sentiment Nouveau werden een groot succes. Laatstgenoemde behaalde een top 50-klassering begin 1992. Vanaf dan waren zijn albums regelmatig te vinden in de Franse top 20.
Hij was erg verbonden met Auvergne, de streek waar hij woonde. Het platteland en de natuur waren voor hem een zeer persoonlijke poëtische inspiratiebron. Als zeer productief gitaarspeler en zanger met een typisch geluid, schreef, produceerde en publiceerde Murat meer dan een album in een jaar, inclusief Venus (1993) en Dolorès (1996) en de meeste van zijn albums werden gevolgd door lange tournees zoals de voorgaande, die livealbums voortbrachten als Murat Live (1995), Live in Dolores (1966) en Muragostang (2000). Hij hield ervan om te worden omringd door zijn familie en verwanten, die bereid waren om hem te helpen bij zijn creaties en bij zijn reizen. Als acteur stond hij op de affiche van de film Mademoiselle personne (1996), speciaal met Élodie Bouchez en Romain Duris. Murat componeerde ook de soundtrack van deze musicalfilm, geregisseerd door Pascal Bailly.
In maart 2013 kwam zijn album Toboggan uit en in oktober 2014 de opvolger Babel, opgenomen met The Delano Orchestra.

## Privéleven
Geïnteresseerd in het boeddhisme, raakte Murat betrokken in de Tibetaanse leer.
Jean-Louis Murat overleed thuis op 25 mei 2023 op 71-jarige leeftijd.

## Discografie

### Albums
- 1981: Suicidez-vous, le peuple est mort !
- 1982: Murat
- 1984: Passions privées
- 1989: Cheyenne autumn
- 1991: Murat en plein air
- 1991: Le manteau de pluie
- 1991: Murat 82...84
- 1993: Vénus
- 1994: Face Nord
- 1995: Mademoiselle Personne
- 1995: Murat Live
- 1996: Dolorès
- 1998: Live in Dolorès
- 1999: Mustango
- 2000: Muragostang
- 2001: Madame Deshoulières (in samenwerking met Isabelle Huppert)
- 2002: Le moujik et sa femme
- 2003: Lilith
- 2004: A bird on a poire (in samenwerking met Jennifer Charles en Fred Jimenez)
- 2005: Moscou
- 2005: 1829
- 2006: Taormina
- 2008: Tristan
- 2009: Le Cours Ordinaire des Choses
- 2011: Grand Lièvre
- 2013: Toboggan
- 2014: Babel (in samenwerking met het Delano Orchestra)
- 2016: Morituri
- 2017: Travaux sur la N89
- 2018: Il Francese
- 2019: Innamorato
- 2020: Baby Love

### Ep's
- 1991: Sentiment nouveau... (5 tracks)
- 2000: Au Mont Sans-Soucis (5 tracks)
- 2000: Polly Jean (8 tracks)
- 2000: L'au-delà (4 tracks)
- 2003: Le Cri du Papillon (4 tracks)
- 2004: Mashpotétisés (4 tracks)

- Bibliothèque nationale de France: cb13927863b (data)
- Gemeinsame Normdatei: 1138798398
- International Standard Name Identifier: 0000 0000 4540 4851
- Library of Congress Control Number: no2002047715
- MusicBrainz: e05bafd6-db48-4eeb-99b2-8cc5d680fb5b
- Nederlandse Thesaurus van Auteursnamen: 305633600
- Réseau des bibliothèques de Suisse occidentale: 02-A005524825
- Système universitaire de documentation: 055830757
- Virtual International Authority File: 10036107
- WorldCat: E39PBJmXFhrwQJjjF9yj3Qt7pP